# Бродман, Корбиниан
Корбиниа́н Бро́дман (нем. Korbinian Brodmann) (1868—1918) — немецкий нейроанатом, один из основателей учения о цитоархитектонике коры полушарий большого мозга.

## Биография
Медицинское образование получил в университетах Мюнхена, Берлина и Страсбурга. С 1895 по 1901 год работал практическим врачом, с 1901 по 1910 год — в Невробиологическом институте, возглавляемом О. Фогтом; одновременно редактировал журнал «Hypnotismus», а затем «Journal für Psychologie und Neurologie», редактором которого оставался до конца жизни. После ухода из института вновь занялся практической медициной. В 1916 году — прозектор в Галле. В 1918 году переехал в Мюнхен, где организовал лабораторию по изучению архитектоники коры больших полушарий.

## Научная деятельность
Среди работ Бродмана особенно большую ценность представляет монография Brodmann Korbinian. Vergleichende Lokalisationslehre der Grosshirnrinde : in ihren Prinzipien dargestellt auf Grund des Zellenbaues. — Leipzig: Johann Ambrosius Barth Verlag, 1909., включающая большую часть его анатомических работ. Наибольшее значение в этой работе имеют составленные Бродманом карты расположения цитоархитектонических полей на поверхностях полушарий большого мозга человека, до настоящего времени пользующиеся общим признанием. Не меньшее значение имеют и приводимые в монографии цитоархитектонические карты мозга ряда млекопитающих, а также данные по онто- и филогенезу коры большого мозга.